# Lies (Status Quo)
Lies e Don't Drive My Car sono due brani del gruppo rock Status Quo, pubblicati come singolo nel novembre del 1980 dalla Vertigo in formato 7".

## Il disco
Si tratta di un singolo 45 giri pubblicato come doppio "lato A" insieme al brano Don't Drive My Car.
La band opta di pubblicare entrambe le canzoni insieme, offrendosi all'ascoltatore con uno stile musicale differente: mentre Lies, per la sua leggerezza, si presta maggiormente ad essere trasmessa dalle radio, Don't Drive My Car si palesa invece più indirizzata agli amanti del puro genere hard.
Entrambe le tracce vengono estratte dall'album best seller Just Supposin'.
Il singolo arriva all'11º posto con 10 settimane di permanenza nelle classifiche inglesi.

## Tracce
1. Lies - 3:56 - (Rossi/Frost)
2. Don't Drive My Car - 4:12 - (Parfitt/Bown)

## Formazione
- Francis Rossi (chitarra solista, voce)
- Rick Parfitt (chitarra ritmica, voce)
- Alan Lancaster (basso, voce)
- John Coghlan (percussioni)

## Altri musicisti
- Andy Bown (tastiere)

## British singles chart
| Posizione | 34 | 17 | 15 | 12 | 12 | 14 | 11 | 26 | 36 | 72 | uscito |